# Ərmənət
Ərmənət è un comune dell'Azerbaigian situato nel distretto di Oğuz. Conta una popolazione di 707 abitanti.